# Formazione reticolare
La formazione reticolare è una porzione filogeneticamente antica del tronco encefalico, che decorre longitudinalmente in esso, estendendosi nel segmento del tronco dal mesencefalo al bulbo, e spingendosi fino ai primi neuromeri cervicali del midollo spinale. La formazione reticolare è costituita da un aggregato diffuso di neuroni e fibre nervose, che spesso non consente di identificare aggregati nucleari discreti, ed ove possibile, dal ruolo funzionale in parte ancora incerto.
Attualmente, sullo studio delle sue efferenze ed afferenze, sulla base di dati elettrofisiologici e di dati emersi dallo studio di casi clinici di interesse neurologico, si ritiene che la formazione reticolare sia coinvolta nel controllo di molte funzioni del sistema nervoso vegetativo, tra cui quelle cardiocircolatorie, respiratorie e gastrointestinali, nella modulazione di riflessi muscolari mediati dai nervi cranici, nella modulazione della nocicezione, nella regolazione degli stati di coscienza e dei ritmi sonno-veglia (teoria di Moruzzi-Magoun).
L'organizzazione generale della formazione reticolare offre a considerare, per ciascun antimero, tre colonne longitudinali affiancate che sono, procedendo medio-lateralmente: colonna mediana, colonna parasagittale mediale, colonna parasagittale laterale.

## Struttura e ruolo funzionale

### Nuclei della colonna mediana
Anche indicati come "nuclei del rafe", i nuclei della colonna mediana sono formati soprattutto da neuroni serotoninergici, contenenti vari neuropeptidi, caratteristica che permette di individuare sottopopolazioni neuronali in tali nuclei sulla base delle loro caratteristiche biochimiche. Le caratteristiche di questi neuroni, li rendono simili a quelli che formano la sostanza grigia periacqueduttale mesencefalica, che infatti condivide con certi nuclei della colonna mediana della formazione reticolare un ruolo comune.
Questi nuclei sono attualmente suddivisi in due grandi gruppi, uno più rostrale (che si estende nel mesencefalo e nella metà superiore della formazione reticolare pontina) ed uno più caudale (che si estende dalla metà inferiore del ponte fino ai primi neuromeri cervicali, passando chiaramente per il bulbo).
I nuclei del gruppo rostrale sembrano essere interconnessi con il sistema limbico, con la corteccia prefrontale e con l'ipotalamo; le loro connessioni fanno dunque supporre che il loro ruolo sia dato dal controllo di attività proencefaliche, dalla regolazione dei ritmi sonno-veglia e dalla regolazione dell'atteggiamento emotivo.
I nuclei del gruppo caudale (tra cui i più rilevanti sono il nucleo magno del rafe, il nucleo pallido del rafe ed il nucleo scuro del rafe) ricevono afferenze somatosensitive dal midollo spinale (soprattutto attraverso il lemnisco spinale) e da nuclei sensitivi trigeminali. Questi nuclei della formazione reticolare sono connessi reciprocamente con la sostanza grigia periacqueduttale mesencefalica, e le loro efferenze serotoninergiche sono indirizzate alle corna posteriori del midollo spinale ed ai nuclei sensitivi trigeminali. Si ritiene pertanto che il ruolo funzionale di questo gruppo di nuclei sia quello di modulare la nocicezione, esercitando un effetto inibitorio diretto, o mediato da interneuroni.

### Nuclei della colonna parasagittale mediale
I neuroni che costituiscono i nuclei della colonna parasagittale mediale sono in genere di grandi dimensioni, ed inviano efferenze abbondanti sia ascendenti che discendenti, mentre ricevono afferenze in primo luogo dai nuclei della colonna parasagittale laterale.
Le fibre efferenti ascendenti costituiscono, in virtù dei loro territori di proiezione, il sistema reticolare ascendente attivante. Sulla base di evidenze elettrofisiologiche, si ritiene che queste efferenze siano di importanza cruciale nella regolazione dei ritmi sonno-veglia e nella regolazione dell'atteggiamento emotivo. Esse sono infatti dirette al complesso dei nuclei intralaminari e della linea mediana talamici, considerati nuclei di relay praticamente aspecifici, dal momento che le loro proiezioni alla corteccia telencefalica sono altamente diffuse, e pertanto in grado di influenzare ampiamente l'attività elettrica corticale.
Le fibre efferenti discendenti, invece, originano principalmente da motoneuroni e sembrano essere coinvolte nel mantenimento della postura. A questo proposito si distinguono due vie discendenti originate da tali motoneuroni superiori, sulla base del territorio di origine dell'efferenza: il tratto reticolospinale pontino ed il tratto reticolospinale bulbare. Entrambi proiettano alle lamine anteriori del midollo spinale, e controllano l'attività di muscoli antigravitari, ma con effetti antagonisti (eccitatorio quello pontino ed inibitorio quello bulbare).

### Nuclei della colonna  laterale
Tra i nuclei della colonna  laterale sono compresi importanti raggruppamenti neuronali, il cui ruolo funzionale è essenziale per la sopravvivenza dell'individuo, essendo coinvolti nella regolazione di funzioni viscerali vitali.
I nuclei dell'area reticolare parvicellulare sono coinvolti nella regolazione di attività riflesse muscolari mediate dai nervi cranici, e sono reclutati selettivamente nell'esecuzione di tali atti.
Di notevole importanza funzionale e clinica è il ruolo di altri nuclei, coinvolti nella regolazione di attività viscerali complesse; si individuano infatti – tra i nuclei dell'area reticolare parvicellulare – aggregati neuronali che presiedono alle funzioni gastrointestinali, respiratorie e cardiovascolari. Anche questi nuclei sono reclutati da vie nervose responsabili dell'esecuzione di atti riflessi: ad esempio i centri respiratori sono attivati nei riflesso dello starnuto e della tosse, mentre i centri cardiocircolatori sono attivati in riflessi innescati da barocettori e chemocettori, quali il seno ed il glomo carotideo.
Inoltre, una quota importante di efferenze provenienti da questa zona della formazione reticolare è diretta a nuclei dell'adiacente colonna parasagittale mediale.
Un importante nucleo appartenente a questa colonna della formazione reticolare è il nucleo del locus coeruleus, che raccoglie cellule riccamente pigmentate (in sezioni non colorate appaiono infatti azzurrine) noradrenergiche. Il nucleo è visibile dorsalmente sul pavimento del IV ventricolo, nella porzione che spetta al triangolo pontino. Sebbene siano relativamente note le efferenze inviate dal locus coeruleus, lo sono decisamente meno le sue afferenze; questa incognita non ha permesso di chiarire completamente il suo ruolo funzionale. Attualmente si ritiene che sia coinvolto nell'elaborazione di comportamenti emozionali, nelle fasi del sonno e del risveglio e nel mantenimento dell'attenzione. È stato inoltre osservato che alcune sue proiezioni sono dirette a territori raggiunti anche dalle fibre dei neuroni che costituiscono i nuclei del gruppo caudale nella colonna mediana e dalle fibre dei neuroni della sostanza grigia periacqueduttale mesencefalica (entrambe serotoninergiche, e dirette alle corna posteriori del midollo spinale ed ai nuclei sensitivi trigeminali); queste evidenze suggeriscono che il sistema efferente serotoninergico è affiancato da uno noradrenergico che origina dal locus coeruleus, dal significato funzionale probabilmente opposto.
Nell'area compresa tra il nucleo gigantocellulare della colonna parasagittale mediale e l'area parvicellulare si individua l'area ventrolaterale superficiale  che possiede una estrema rilevanza funzionale per il controllo nervoso della respirazione, della minzione e della pressione arteriosa. A livello bulbare contiene il centro vasopressorio che riceve e modula afferenze dai barocettori del seno carotideo e aortico e genera riflessi barocettivi; sempre nel bulbo, sono presenti il gruppo respiratorio dorsale (GRD) e il gruppo respiratorio ventrale (GRV), il primo quasi esclusivamente inspiratorio, il secondo è coinvolto nella respirazione forzata. Questi proiettano rispettivamente a motoneuroni che innervano muscoli espiratori e muscoli inspiratori. Nel ponte è presente il centro della minzione (Nucleo di Barrington) che riceve afferenze dal grigio periacqueduttale e proietta le fibre ai neuromeri sacrali, inibendo l'azione del simpatico sul muscolo sfintere interno della vescica e l'azione volontaria sullo sfintere esterno e attivando il parasimpatico del plesso pudendo che, stimolando la contrazione del muscolo detrusore della vescica, provoca l'evacuazione dell'urina. Nel ponte sono presenti, sempre nel contesto della formazione reticolare, i nuclei apneustico e pneumotassico. Il primo è responsabile dell'apneusi (respiri profondi intervallati da brevi espirazioni), il secondo controlla l'autonomia del respiro nelle funzioni vegetative (sonno) o in cui l'individuo non applica un controllo volontario (esercizio fisico, meccanica fonatoria) ed è responsabile della frequenza respiratoria integrata quindi a stimoli esterni provenienti da fibre attivanti dei chemocettori e inoltre regola la profondità dell'espirazione, inibendo il centro apneustico e enfatizzando la scarica di GRV.

## Patologia
Come altre lesioni che interessano il tronco encefalico, quelle che interessano la formazione reticolare sono clinicamente devastanti e mettono in pericolo la sopravvivenza dell'individuo.
Il danneggiamento del sistema ascendente attivante sembra essere alla base di alcune forme di coma. Chiaramente non tutte le lesioni del tronco encefalico – sebbene tutte potenzialmente gravissime – sono riconosciute responsabili del coma. Lesioni ponto-mesencefaliche che non interessano la formazione reticolare sono infatti alla base di una condizione detta sindrome locked-in, in cui il paziente è vigile e cosciente ma incapace di dar luogo a risposte motorie, compresa dunque la parola.
Il coma dunque può essere indotto da danni a carico del sistema reticolare ascendente attivante oppure a carico dei nuclei talamici a proiezione diffusa (nuclei della linea mediana e nuclei intralaminari) e delle loro proiezioni corticali.